# Banjar Balam
Banjar Balam is een bestuurslaag in het regentschap Indragiri Hulu van de provincie Riau, Indonesië. Banjar Balam telt 1366 inwoners (volkstelling 2010).